# 8-Cyclopentyl-1,3-diméthylxanthine
Pour les articles homonymes, voir CPX.
La 8-cyclopentyl-1,3-diméthylxanthine ou 8-cyclopentylthéophylline (8-CPT, CPX) est un composé organique dérivé de la xanthine. Elle est utilisée comme antagoniste des récepteurs de l'adénosine puissant et sélectif, avec notamment une sélectivité pour le sous-type A1. C'est également un inhibiteur de la phosphodiestérase non sélectif. Elle a des effets stimulants  chez les animaux avec une puissance légèrement supérieure à celle de la caféine,.